# Fondation (ville)
Pour les articles homonymes, voir fondation.

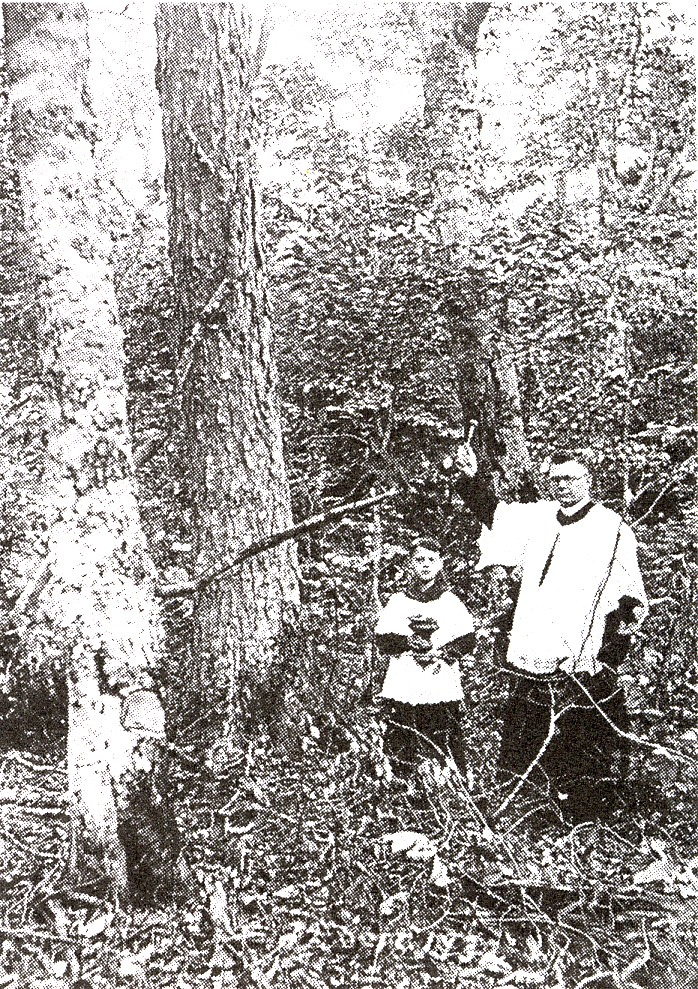
Fondation d'Allardville, le 12 septembre 1932.

La fondation d'une ville est l'action de bâtir le premier une ville et de la peupler.
Dans l'Antiquité, la fondation d'une ville s'accompagne de cérémonies religieuses car elle correspond à la consécration d'un Dieu ou d'un héros.